# Hugo Sundberg
Hugo Sundberg (i riksdagen kallad Sundberg i Norra Bredåker), född 22 augusti 1890 i Överluleå, död 22 augusti 1956 i Överluleå, var en svensk hemmansägare och socialdemokratisk politiker.
Sundberg var ledamot av Sveriges riksdags första kammare från 1947 till sin död, invald i Västerbottens läns och Norrbottens läns valkrets.